# Алексіс Алексіу
Алексіс Алексіу (грец. Αλέξης Αλεξίου, нар. 8 вересня 1963) — грецький футболіст, що грав на позиції захисника.
Виступав, зокрема, за клуби «Олімпіакос» та ПАОК, а також національну збірну Греції.
Чемпіон Греції. Володар Суперкубка Греції. Володар Кубка Греції.

## Клубна кар'єра
У дорослому футболі дебютував 1983 року виступами за команду клубу «Аполлон» (Каламарія), в якій провів три сезони, взявши участь у 70 матчах чемпіонату. 
Своєю грою за цю команду привернув увагу представників тренерського штабу клубу «Олімпіакос», до складу якого приєднався 1986 року. Відіграв за клуб з Пірея наступні чотири сезони своєї ігрової кар'єри. Більшість часу, проведеного у складі «Олімпіакоса», був основним гравцем захисту команди. За цей час виборов титул чемпіона Греції.
1990 року перейшов до клубу ПАОК, за який відіграв 7 сезонів.  Граючи у складі ПАОКа також здебільшого виходив на поле в основному складі команди. Завершив професійну кар'єру футболіста виступами за команду ПАОК у 1997 році.

## Виступи за збірну
1989 року дебютував в офіційних матчах у складі національної збірної Греції. Протягом кар'єри у національній команді, яка тривала 7 років, провів у формі головної команди країни лише 10 матчів.
У складі збірної був учасником чемпіонату світу 1994 року у США, де взяв участь в одному матчі — програній грі групового етапу проти національної збірної Нігерії.
| Дата       | Місто     | Господарі | Результат | Гості             | Турнір             | Голи | Примітки |
| ---------- | --------- | --------- | --------- | ----------------- | ------------------ | ---- | -------- |
| 5-9-1989   | Варшава   | Польща    | 3 – 0     | Греція            | товариський матч   | -    | 46'      |
| 20-9-1989  | Новий Сад | Югославія | 3 – 0     | Греція            | товариський матч   | -    | 46'      |
| 15-11-1989 | Афіни     | Греція    | 1 – 0     | Болгарія          | Відбір до ЧС 1990  | -    | 76'      |
| 2-9-1992   | Салоніки  | Греція    | 2 – 3     | Кіпр              | товариський матч   | -    | 46'      |
| 10-3-1993  | Відень    | Австрія   | 2 – 1     | Греція            | товариський матч   | -    | 46'      |
| 23-3-1994  | Салоніки  | Греція    | 0 – 0     | Польща            | товариський матч   | -    | 46'      |
| 27-4-1994  | Афіни     | Греція    | 5 – 1     | Саудівська Аравія | товариський матч   | -    | 46'      |
| 13-5-1994  | Пірей     | Греція    | 0 – 0     | Болівія           | Турнір Греції      | -    |          |
| 30-6-1994  | Бостон    | Нігерія   | 2 – 0     | Греція            | ЧС 1994 - 1-й етап | -    |          |
| 11-6-1995  | Гельсінкі | Фінляндія | 2 – 1     | Греція            | Відбір до ЧЄ 1996  | -    |          |
| Усього     |           | Матчів    | 10        |                   | Голів              | 0    |          |

## Титули і досягнення
- Чемпіон Греції (1):

«Олімпіакос»:  1986–87
- Володар Суперкубка Греції (1):

«Олімпіакос»:  1987
- Володар Кубка Греції (1):

«Олімпіакос»:  1989–90